# Senyoriu d'Elda
El Senyoriu d'Elda fou una jurisdicció feudal dins el terme actual de les terres de la Vall d'Elda, a la comarca del Vinalopó Mitjà.

## Història
Durant el segle XIV aquestes terres pertanyeren a la corona fins que Pere el Cerimoniós les cedí a Bertran Dugesdin. El 1424, el Cerimoniós les vengué a Ximén Pérez de Corella, comte de Cocentaina. Al segle xv, els comtes de Cocentaina venen els senyorius d'Elda, Petrer i Aspe a Joan de Coloma, cristià vell pertanyent a la noblesa titulada i al servei del rei Ferran el Catòlic. Joan Coloma i els seus descendents seran els senyors de la Baronia d'Elda (a Elda pertanyia la pedania de Salines, anomenada "el lloc de Salines") i Petrer fins que el rei Felip II concedeix el títol de Comte d'Elda a Joan Coloma i Cardona, net de l'anterior, en reconeixement dels seus mèrits com a virrei de Sardenya.
Serà el segon comte d'Elda, Antoni Coloma i Saa, l'encarregat d'executar el Reial Decret d'expulsió dels moriscos signat per Felip III en 1609. El segon comte d'Elda intervé directament en el trasllat dels moriscos del Regne de València a les costes del nord d'Àfrica i, d'igual manera, com a senyor de moriscs, participa directament en el projecte i aplicació de la repoblació posterior.
Amb l'expulsió dels "moriscos", el Senyoriu queda pràcticament buit, sense pagesos per conrear les terres, per la qual cosa urgeix la repoblació. Per a això, es publiquen les conegudes Cartes Pobla. Aquests documents han de regular, durant els dos segles posteriors, les relacions de producció i l'administració de gran part de la pagesia valencià fins a la primera de les disposicions abolicionistes, signada en 1808 per les Corts de Cadis.

## Senyors d'Elda
- Joan de Coloma, I Senyor
- Joan Francesc Coloma, II Senyor
- Joan Coloma i Cardona, III Senyor